# Barbarella (film)
Barbarella is een Frans-Italiaanse Engels gesproken film uit 1968 met in de hoofdrollen Jane Fonda en Marcel Marceau.
Het verhaal is gebaseerd op de gelijknamige Franse strip van Jean-Claude Forest.
De film was niet onmiddellijk populair. Critici sabelden Barbarella neer en ook het publiek liet het massaal afweten. Pas in 1977, nadat Barbarella opnieuw werd uitgebracht verwierf de film een cultstatus. De gehele film wordt met een knipoog gespeeld, vooral waar het aankomt op de frequente (maar niet expliciete) seksscènes. De speciale effecten lijken goedkoop en niet overtuigend, maar zijn tegelijkertijd met opzet zo gemaakt om de campsfeer van de film te versterken.

## Verhaal
Het verhaal speelt zich af in het jaar 40.000. In de openingsscène is te zien hoe Barbarella in haar ruimtevaartuig, in gewichtloze toestand, een striptease uitvoert.
Barbarella wordt opgebeld door de president van de Aarde. Hij vertelt haar dat Dr. Durand Durand een wapen heeft ontwikkeld: de positronenlaser. Hij is hiermee naar de planeet Tau Ceti vertrokken. Barbarella zal hem en het wapen moeten terughalen voordat het misgaat. Omdat de missie mogelijk gevaarlijk kan zijn, dient Barbarella zich te bewapenen. De Aarde kent echter al duizenden jaren vrede. Om deze reden zijn er al heel lang geen wapens meer gemaakt. De president teleporteert daarom een aantal antieke wapens uit het museum naar haar toe.
Barbarella vertrekt naar de planeet, maar een zachte landing wordt het niet. Ze stort neer op een ijsmeer. Hier wordt ze overmeesterd en meegenomen naar het wrak van Dr. Durand Durand en vastgebonden door een stel losgeslagen kinderen die mechanische poppen met scherpe tanden op haar af sturen. Ze wordt net op tijd gered door Mark Hand. Hij neemt haar mee op zijn zeilslee en onderweg bedrijven ze de liefde. Dit is voor Barbarella de eerste keer, aangezien lichamelijke seks op Aarde allang uitgebannen is. Mark repareert het ruimteschip en Barbarella vertrekt naar het midden van de planeet.
Het schip komt uit in een ondergronds doolhof. Ze raakt weer bewusteloos en wordt gered door de blinde engel Pygar. De doolhof blijkt een gevangenis te zijn voor bannelingen uit de stad Sogo. Pygar kan niet meer vliegen, maar wanneer hij Barbarella weet te redden van de Black Guards (uit Sogo), bedrijft zij vervolgens de liefde met hem. Hierdoor herwint hij zijn kracht om te vliegen.
Pygar vliegt met Barbarella op zijn rug naar Sogo. Dit blijkt een decadente stad te zijn die met Mathmos boven een meer is gebouwd. Mathmos blijkt een vloeistof te zijn die uit pure slechtheid bestaat. De stad wordt geregeerd door The Great Tyrant. Ze worden beiden gevangengenomen door de conciërge. Pygar wordt het nieuwe speeltje van de tiran en Barbarella wordt aan de vogels gevoerd. Ze wordt echter net op tijd gered door Dildano, de leider van het verzet. Barbarella wil hem bedanken door met hem te vrijen, maar Dildano wil juist de Aardse manier van seksbeleving en dat gaat door samen een pil te slikken. Barbarella's haren wapperen van plezier. Barbarella krijgt een sleutel mee voor de Droomkamer: de slaapkamer van de tiran.
Barbarella wordt gevangen door de conciërge, die haar opsluit in de Excessive Machine. Dit is een orgasmatron in de vorm van een piano. De conciërge legt uit dat Barbarella zal sterven aan een overdosis genot en begint op de toetsen te spelen. Het blijkt echter dat Barbarella heel veel genot kan absorberen. De machine raakt oververhit en vliegt in brand.
Nu ontdekt ze dat de conciërge eigenlijk Dr. Durand Durand is. Hij is snel verouderd door de Mathmos. Hij weet haar echter op te sluiten in de droomkamer, samen met de tiran. De twee moeten machteloos toekijken hoe Durand Durand zichzelf tot koning van Sogo kroont. Op dat moment grijpt het verzet in onder leiding van Dildano. Durand Durand schiet terug met de positronenlaser en laat de Mathmos vrij waardoor de hele stad wordt verzwolgen. Iedereen gaat eraan, ook Durand Durand. Alleen Pygar, Barbarella en de tiran overleven, doordat Pygar en Barbarella een schild van goedheid om zich heen hebben.

## Rolverdeling
| Acteur                   | Personage                             |
| ------------------------ | ------------------------------------- |
| Jane Fonda               | Barbarella                            |
| John Phillip Law         | Pygar                                 |
| Anita Pallenberg         | De Grote Tiran                        |
| Milo O'Shea              | Durand Durand                         |
| Marcel Marceau           | Professor Ping                        |
| Claude Dauphin           | President van de Aarde                |
| Véronique Vendell        | Kapitein Maan                         |
| Serge Marquand           | Kapitein Zon                          |
| Catherine Chevallier     | Stomoxys                              |
| Marie Therese Chevallier | Glossina                              |
| David Hemmings           | Dildano                               |
| Ugo Tognazzi             | Mark Hand                             |
| Honey Autumn             | Kale dienstmaagd aan hof van Sogovian |
| Joan Greenwood           | De Grote Tiran (stem)                 |
| Janet McLeod             | Meisje in Sogo                        |
| María Teresa Orsini      | Zelfmoordmeisje                       |
| Talitha Pol              | Pijprokend meisje                     |
| Fred Robsahm             | Dildano's assistent                   |
| Antonio Sabato           | Jean-Paul                             |
| Kitty Swan               | Meisje in Sogo                        |

## Voorgeschiedenis
Het Franse tijdschrift V-magazine vroeg in 1962 aan illustrator Jean-Claude Forest of hij een strip wilde ontwikkelen voor het tijdschrift. Forest, die al naam had gemaakt met het ontwerpen van boekomslagen voor SF-boeken, besloot om een sciencefictionstrip te maken. Hij creëerde een heldin die uiterlijk veel leek op de beroemde Franse actrice Brigitte Bardot en noemde zijn creatie Barbarella. De strip nam zichzelf weinig serieus en liet een heldin zien die niet alleen schaars gekleed was, maar ook de nodige seksueel getinte avonturen beleefde. Barbarella liep vooruit op de seksuele revolutie die weldra zou losbarsten. Ook Little Annie Fanny van Harvey Kurtzman, gebaseerd op de actrices Jayne Mansfield en Marilyn Monroe, die haar seksueel getinte avonturen beleefde in het blad Playboy, ontstond in 1962. Ze vormden de voorhoede van een rij ontklede heldinnen die in strips hun avonturen beleefden, zoals Modesty Blaise, Phoebe Zeitgeist en Vampirella. De strip van Forest veroorzaakte in gebundelde vorm in 1964 een groot schandaal in Frankrijk, hetgeen gelijk betekende dat het bewuste stripboek meteen uitverkocht raakte. Er volgden vertalingen en Barbarella werd een hit in diverse landen. In 1967 besloot producent Dino de Laurentiis om de strip te verfilmen en zich te baseren op het eerste Barberella-stripboek uit 1964. Hij verzekerde zich gelijk van de medewerking van Jean-Claude Forest voor de vormgeving van de film.

## Scenario
Dino de Laurentiis trok scenarist Terry Southern aan voor het scenario. Southern had in 1958 al een succesvolle roman gepubliceerd onder de titel Candy over een heldin die allerlei seksueel getinte avonturen beleefde. Het boek werd pas in 1963 in de VS gepubliceerd. Niet lang daarna was hij gevraagd om mee te schrijven aan het scenario van Dr. Strangelove van Stanley Kubrick. Southern begon ermee om het personage Barbarella aan te passen aan zijn heldin Candy, voor de avonturen van de Franse stripheldin baseerde hij zich echter op het eerste stipboek van Barbarella uit 1964. Southern bleef trouw aan het oorspronkelijke verhaal maar voegde wel een en ander toe, zoals de schurk Durand Durand en de doodsstraal. Er waren ook kleine wijzigingen zoals het gegeven dat Barbarella in de strip meer een vogelvrijverklaarde is en in de film een geheim agent. Ook liet Southern een aantal zaken weg, zoals een aantal avonturen op Lythion en een seksuele affaire met een robot. Volgens Jane Fonda (in haar autobiografie) was het scenario nog niet afgerond toen de opnames begonnen. Meerdere scenaristen (zoals Jean-Claude Forest en Roger Vadim) schreven mee aan de film tijdens de opnamen. Soms moest de productie worden stilgelegd om diverse problemen in het script op te lossen. Aan Jane Fonda werd dan gevraagd om zich ziek te melden zodat de verzekering de kosten van de verloren opnamedagen zou vergoeden.

## Acteurs

### Barbarella
Producent Dino De Laurentiis had de nodige moeite om een actrice te vinden die de rol van Barbarella zou vertolken. De Italiaanse actrice Virna Lisi die onder contract stond bij United Artists was zo kwaad omdat ze van de studio de opdracht kreeg om de rol te accepteren, dat ze haar contract verbrak en terugkeerde naar Italië. Ook haar landgenote Sophia Loren bedankte voor de eer, evenals de vrouw die model had gestaan voor Barbarella, Brigitte Bardot. De actrices waren zelfs min of meer beledigd dat ze waren gevraagd om een strippersonage te spelen. Die gedachte speelde ook bij Jane Fonda nadat ze een brief van De Laurentiis had ontvangen met het verzoek Barbarella te spelen. Ze gooide het epistel van de producent dan ook in de prullenbak. Fonda was in die tijd getrouwd met de Franse regisseur Roger Vadim, die beter bekend was met de Franse stripheldin Barbarella. Vadim overtuigde zijn vrouw er van dat Barbarella een belangrijke film kon worden, omdat de tijd rijp was voor SF-komedies. Hij beloofde dat hij de film zou regisseren en dat Fonda de hoofdrol moest spelen. De Laurentiis sprong een gat in de lucht en engageerde gelijk Vadim als regisseur. Later bleek dat Jane Fonda weinig op had met het personage van Barbarella. Ze had de rol geaccepteerd omdat Vadim erg enthousiast was, maar ze vond het vreselijk om een vrouw zonder principes te spelen, die zichzelf bovendien schaamteloos seksueel exploiteerde. Daarnaast zag ze weinig in een personage dat zo weinig oog had voor de politieke en sociale realiteit. Toch ging ze uiteindelijk in op het aanbod van De Laurentiis en weigerde rollen in Bonnie and Clyde (1967) en Rosemary's Baby (1968) om Barbarella te kunnen maken.

### Dildano
Aanvankelijk was de Italiaanse acteur Antonio Sabato gekozen voor de rol van Dildano, de leider van het verzet. De rol vergde de nodige humor omdat Dildano alleen maar seks wil hebben via de nieuwe methode waarbij de partners een sekspil nemen en een hand tegen de hand van de ander drukken. Barbarella die net heeft kennis gemaakt met de ‘ouderwetse’ seks vindt dit maar niks. Vadim vond dat Sabato de rol veel te serieus nam en verving hem door de Britse acteur David Hemmings, die net Blow-Up had gemaakt.

### The Great Tyrant/Black Queen
De in Italië geboren Anita Pallenberg was in 1967 een beroemd model en actrice. Ze behoorde tot de Engelse jetset en maakte deel uit van de entourage van de Britse popgroep The Rolling Stones. Ze was aanvankelijk de vaste vriendin van Stones-gitarist Brian Jones en zou later Jones inruilen voor diens collega Keith Richards. Ze was bevriend met schrijver/scenarist Terry Southern, die een tijdje betrokken was geweest bij het schrijven van een scenario gebaseerd op het boek A Clockwork Orange. De Stones wilden het boek verfilmen en tegelijkertijd de rol van de jeugdbende rond hoofdpersonage Alex spelen. Het project ging niet door, maar Southern zag in Pallenberg de ideale Great Tyrant en introduceerde haar bij regisseur Roger Vadim.

### Pygar
Tijdens de opnamen van Hurry Sundown van Otto Preminger verbleef Jane Fonda in Baton Rouge, Louisiana. Roger Vadim die druk bezig was met de planning van Barbarella bezocht zijn vrouw in het motel waar ze logeerde. Volgens de autobiografie van Fonda zag Vadim acteur John Phillip Law zwemmen. Toen de acteur uit het water kwam zag Vadim onmiddellijk Pygar, de blinde engel uit Barbarella voor zich. Law werd uitgekozen voor de rol van Pygar en vertrok met Vadim en Fonda naar Rome voor de opnames.

## Opnames
Het totale budget voor Barbarella bedroeg 9 miljoen dollar. In augustus 1967 begonnen de opnamen in Rome. De film werd tegelijkertijd in het Frans en Engels opgenomen. In de Franse versie spreekt Fonda haar teksten zelf in het Frans in. In de Engelse versie zijn de teksten van het personage van Pallenberg opnieuw ingesproken door Fenella Fielding. Dit wordt tenminste vermeld in het boekje van de regio2 dvd, terwijl anderen beweren dat de stem afkomstig is van Joan Greenwood. De teksten van het personage van Marceau zijn ook opnieuw in het Engels opgenomen. Ten tijde van de opnamen begon Roger Vadim meer en meer te drinken en was de crew bang dat de regisseur tijdens de opnamen in zou storten. Ook Jane Fonda zat niet lekker in haar vel, ze ontwikkelde de eetstoornis boulimie omdat ze vond dat ze veel te dik was.

### Decors
De tekenaar van de Barbarella-strip, Jean-Claude Forest, was als adviseur voor de film aangetrokken. Hij moest ervoor zorgen dat de decors en vormgeving in de sfeer van de oorspronkelijke strip bleven. Forest werkte acht maanden aan de film in nauwe samenwerking met de ontwerpafdeling.

### Speciale effecten
De psychedelische "bubbels" die vaak als speciale effecten in de film voorkomen, werden gecreëerd met een "oil wheel projector", indertijd een populair apparaat om speciale effecten mee te maken. Het werd gebruikt in veel andere jaren-60 films, maar ook in educatieve films tegen drugsgebruik. 
Een ander belangrijk effect was de ‘vlucht’ die Barbarella maakte in de armen van de blinde engel Pygar. Er waren nieuwe technieken gekomen om vliegen te simuleren en de belangrijkste ontwikkeling was ‘voorgrondprojectie’. Tot dan toe werden er vaak opnamen gemaakt van acteurs die voor enorme schermen staan waarop een lucht werd geprojecteerd. Nadeel van deze methode was de schaduw die de acteurs wierpen op het achtergronddoek, waardoor alles er nogal ‘nep’ uitzag. Voor de nieuwe techniek werd een groot panoramisch grijs scherm neergezet in de studio, daarvoor werd een paal geplaatst die kon draaien. Aan de paal waren allerlei haken bevestigd die dienden als bevestigingsplaats voor twee metalen korsetten. De korsetten waren extreem dun en konden onder de kostuums van de acteurs worden gedragen. Jane Fonda en John Phillip Law kregen een korset en werden zo aan de paal bevestigd. Law droeg ook nog een stel vleugels die via draden vanaf afstand bediend konden worden. Een kraan droeg Fonda en Law naar de top van de paal waar de korsetten aan de haken werden bevestigd. Vervolgens werd de kraan weer weg gereden.  In haar autobiografie beschrijft Jane Fonda dat niemand eraan had gedacht dat de acteurs nu geen enkele houvast meer hadden en dat de haken de enige bevestiging vormden. Ze hingen met hun volle gewicht in de korsetten die onmiddellijk druk uitoefenden op hun lichaam. Fonda had het gevoel dat ze uit elkaar gescheurd werd. Voor Law was het nog erger omdat hij ook nog een zwaar stel vleugels droeg. Terwijl beide acteurs vreselijke pijn leden, moesten ze toch acteren, hun teksten uitspreken, dromerig kijken en glimlachen. Law had het vooral zwaar te verduren in de schaamstreek, waar het korset strak werd aangetrokken. Intussen maakte men gebruik van de voorprojectie en volgde de camera precies de projectie van de achtergrond van lucht en landschap vanuit dezelfde hoek welke werd geprojecteerd op een zeer gevoelig filmscherm. Op die manier was er geen schaduw van de acteurs te zien. Hiervoor moest wel de draaibeweging van de paal waar Fonda en Law aanhingen zijn gesynchroniseerd met de bewegende achtergrond, terwijl de technicus die de vleugelbeweging van de blinde engel coördineerde ook synchroon moest zijn met de paal en achtergrond. De opnamen duurden verschillende dagen en veroorzaakte fysieke problemen bij de acteurs. Het resultaat was echter verbluffend en gaf een goede illusie van twee vliegende personages.

### Titelscènes
Veel aandacht was er voor de openingsscènes waarbij de vermeldingen van de namen van de acteurs en crew voorbij komen. Terwijl de namen voorbij flitsen is Jane Fonda te zien die zich zwevend in een ruimteschip van haar ruimtepak ontdoet. Voor de opnames lag de actrice op een stuk plexiglas, terwijl onder haar een foto van het ruimteschip is geplakt. De camera nam de scène van bovenaf op en creëerde zo de illusie dat Fonda door de ruimte zweefde. Een windmachine blies door het haar van de actrice om de illusie van zweven te versterken. In haar autobiografie schrijft Fonda dat ze doodsbang was dat het glas zou breken en ze enkele meters naar beneden zou vallen. Regisseur Vadim stelde zijn vrouw gerust met de boodschap dat de titels die later in de scène zouden worden gemonteerd al te naakte lichaamsdelen zouden afdekken.  Hoewel de titels in de openingsscènes worden toegeschreven aan Arcady zijn ze in werkelijkheid ontworpen door Maurice Binder bekend van de titelscènes van de James Bondfilms.

### Kostuums
Jane Fonda kreeg zeven verschillende kostuums voor haar personage Barbarella aangemeten.

## Barbarella in popmuziek
- De band Duran Duran heeft zijn naam afgeleid van Dr. Durand Durand (O'Shea), een gestoorde professor en een van de schurken in de film. O'Shea verscheen, als dank voor het gebruik van zijn naam, in Arena (An Absurd Notion), de concertfilm van de band uit 1985. De eerste optredens van de band vonden plaats in een nachtclub Barbarella's, in hun woonplaats Birmingham, Engeland. De band gaf nog eens extra aandacht aan hun roots met de single Electric Barbarella uit 1997. De band gebruikte tevens geluidsfragmenten uit de film in hun liedjes, zoals Burning The Ground (1989) en de remixes voor Violence Of Summer (1990). In de lange versie van de clip The Wild Boys werden fragmenten van de film getoond.
- De band Matmos heeft hun naam afgeleid van het ondergrondse en vloeibare creatuur in de film, evenals Mathmos, een lavalampfabrikant, gebaseerd op ontwerpen van Paco Rabanne.
- In 1992 gebruiken de tranceproducers Sven Väth en Ralf Hildenbeutel de film als thema voor hun project Barbarella waarop ze samples van Jane Fonda gebruiken. Haar foto's staan ook op het artwork.
- Barbarella is de naam van een Nederlandse band, voornamelijk bekend van de openingsmelodie van het soft-erotische (post neo-romantische) programma pin-up club. Hun grootste successen vierden ze eind jaren 80.

## Nalatenschap
- In 1980 kwam De Laurentiis terug met een camp sciencefictionfilm (maar zonder de erotiek) met de film Flash Gordon.
- Op 11 maart 2004 ging een door Dave Stewart geproduceerde en op de film gebaseerde musical in première in Wenen, Oostenrijk. De hoofdrol werd gespeeld door Nina Proll. De musical stopte op 1 januari 2005. Er werd een band van gemaakt, maar er werden slechts 100 kopieën voor het publiek gemaakt. Deze werden door een loterij aan leden van de "Musical Club" van de Vereinigte Bühnen Wien (Verenigde Podia van Wenen).
- Er gingen geruchten dat Drew Barrymore de rechten van Barbarella zou hebben opgekocht voor het maken van een moderne versie, waarin zijzelf de hoofdrol zou vertolken. In mei 2005 beweerden bronnen van de website Cinescape dat Lindsay Lohan getekend had voor de hoofdrol in een remake.